# Ranunculus yinshanicus
Ranunculus yinshanicus är en ranunkelväxtart som först beskrevs av Yi Zhi Zhao, och fick sitt nu gällande namn av Yi Zhi Zhao. Ranunculus yinshanicus ingår i släktet ranunkler, och familjen ranunkelväxter. Inga underarter finns listade i Catalogue of Life.